# Orädd (1853)
Orädd, officiellt HM ångkorvett Orädd, var en ångkorvett i svenska flottan. Orädd byggdes på Karlskronavarvet. Hon var byggd av trä och sjösattes 10 september 1853. Hon förliste i Engelska kanalen 3 december 1866 och 12 man ur besättningen omkom. Hon strandade och vraket såldes 14 december 1866.

## Utformning
Orädd var 48,1 m lång, 8,9 m bred och hade ett djupgående på 3,49 meter. Fartyget hade ett standarddeplacement på 810 ton. Hon blev det fjärde större maskindrivna fartyget som byggdes vid örlogsvarvet i Karlskrona, efter hjulångkorvetten Thor, ångkorvetten Gefle och chefsfartyget Valkyrian. Orädd var liksom sina föregångare byggd i trä men hade endast två master. Maskineriet utgjordes av en Motala ångmaskin som genererade cirka 200 indikerade hästkrafter. Bestyckningen bestod av två 20,2 cm bombkanoner, sex 15,5 cm kanoner, samt en 17,7 cm kanon. Orädd hade en besättning på 130 man.

## Historia
Orädd konstruerades av Axel Ljungstedt vid Flottans konstruktionskår och hon sjösattes den 10 september 1853. Leverans till flottan skedde den 7 juni 1854. Fartyget tjänstgjorde dock bara under 12 år, och förliste den 3 december 1866 utanför Dungengess fyr i Engelska kanalen, på sin väg från Frankrike till Sverige. Vraket strandade och såldes på auktion 11 dagar senare.

## Utlandsresa

### 1866
Resan avsåg att lämna av utställningsföremål till världsutställningen i Paris 1866.
1. Sverige
2. Le Havre, Frankrike

Förliste under återresan till Sverige vid Dungeness Fyr i Engelska kanalen 3 december 1866.